# アリスインプロジェクト
アリスインプロジェクトは、日本の演劇プロデュース団体。2010年発足。若手女優や女性アイドルのみで構成された演劇ユニット「ガールズ演劇カンパニー」やアイドルユニット「アリスインアリス」等をプロデュースしている。
なお、類似した名称のアリスプロジェクトとは関連がない（ただしアリスプロジェクト所属者が出演したことはある）。

## 活動内容・特徴
- 主に若手女優や女性アイドルなど、女性のみでSFファンタジーを描く舞台や映画等を制作・上演している。
- 制作する舞台・映画において固定したキャストや作家等を持たず、公演ごとに作家や演出家に依頼し、公演により他の劇団とのコラボレーションにより、若手女優や女性アイドルをキャスティングしている。
- 2010年発足[1]以来 2か月に1作以上のペースで舞台公演を続けているほか、映画制作やアイドルユニット（アリスインアリス）のプロデュース等を行っている。
- 2017年7月に「アリスイン株式会社」として法人化。同時に従来の公演を「アリスインスターズ」とし、メディアミックスを加えた「アリスインプログレス」との二本立てに変更[1]。「アリスインプログレス」の第1作として2017年10月に舞台「アリスインデッドリースクール・ノクターン」が上演され、同時期に映画「アリスインデッドリースクール・アジタート」とアニメ「アリスインデッドリースクール・コンチェルト」が上映された。
- 2019年10月、合同会社アリスインプロジェクトを設立。
- 2014年6月、初の地方公演「アリスインクロノパラドックス2014」が名古屋で上演され、OS☆Uをはじめとする名古屋周辺のローカルアイドル等が出演した。2015年2月に初の大阪公演「アリスインデッドリースクール オルタナティブ・OSAKA」が、同年11月に初の和歌山公演「魔銃ドナーKIX」（大阪でも上演）が上演された。2016年5月に初の札幌公演「アリスインデッドリースクール オルタナティブ・SAPPORO」が上演された。2020年1月に地元のトキヲイキルと合同で初の福岡公演「アリスインデッドリースクール楽園 FUKUOKA」が上演された。
- 2016年3月、初の海外公演「戦国降臨ガール・インターナショナル」が香港で上演され、日本のアイドルユニット出身者らと香港のアイドルが出演した。この作品は8月にTOKYO IDOL FESTIVAL 2016でダイジェスト版が上演され、10月に東京で完全版が上演された。また2017年2月に台湾・台北國際動漫節でダイジェスト版が上演された。
- 2025年3月現在、発足から約14年半で106公演を行い、実数で1,700名を超える女優・アイドルが舞台に上がっている。その顔ぶれはアイドルユニット出身・在籍者やグラビアアイドル、舞台女優、声優、演奏家、格闘家など、幅広い。

## 舞台

### 上演作品
| No.  | タイトル                                               | 制作協力                     | 演出             | 脚本             | 公演期間        | 場所                                 |
| ---- | ------------------------------------------------------ | ---------------------------- | ---------------- | ---------------- | --------------- | ------------------------------------ |
| 1    | アリスインデッドリースクール                           | -                            | 松本陽一         | 麻草郁           | 2010/10/14-17   | 品川・六行会ホール                   |
| 2    | 落下ガール                                             | （制作協力作品）             | 春間伸一         | 春間伸一         | 2011/2/3-6      | 渋谷区文化センター大和田・伝承ホール |
| 3    | マシーナリーマテリアル                                 | -                            | 麻草郁           | 麻草郁           | 2011/2/24-27    | 池袋・シアターKASSAI                 |
| 4    | アリスインクロノパラドックス                           | -                            | 松本陽一         | 麻草郁           | 2011/5/3-8      | 池袋・シアターグリーン               |
| 5    | ももいろナースステーション                             | 劇団女神座                   | 纐纈大輔         | 相沢まくら       | 2011/5/24-29    | 池袋・シアターKASSAI                 |
| 6    | ライン♪                                                | -                            | 天野まり         | 麻草郁           | 2011/8/4-7      | 銀座・博品館劇場                     |
| 7    | ハルモニアガーデン                                     | -                            | 松田信行         | 麻草郁           | 2011/8/10-14    | 池袋・シアターKASSAI                 |
| 8    | ハッピーゴーアンラッキー                               | アフリカ座                   | 中山浩           | すぎやまゆう     | 2011/10/12-16   | 池袋・シアターKASSAI                 |
| 9    | 時空警察ヴェッカーχ ノエルサンドレ                     | （制作協力作品）             | 畑澤和也         | 畑澤和也、麻草郁 | 2011/11/1-6     | 荻窪・かいホール                     |
| 10   | ハイスクールミレニアム                                 | 企画演劇集団ボクラ団義       | 久保田唱         | 久保田唱         | 2011/12/13-18   | 池袋・シアターKASSAI                 |
| 11   | パラダイスロスト                                       | -                            | 柏村栄行         | 麻草郁           | 2012/2/1-6      | 池袋・シアターKASSAI                 |
| 12   | まなつの銀河に雪のふるほし                             | -                            | 松本陽一         | 麻草郁           | 2012/2/29-3/4   | 品川・六行会ホール                   |
| 13   | ワールズエンド・ガールズスタート                       | -                            | 浅間伸一郎       | 浅間伸一郎       | 2012/5/2-6      | 池袋・シアターKASSAI                 |
| 14   | 時空警察ヴェッカーχ 彷徨のエトランゼ                   | （制作協力作品）             | 畑澤和也         | 畑澤和也、麻草郁 | 2012/6/20-24    | 品川・六行会ホール                   |
| 15   | ハイスクールミレニアム2012                             | 企画演劇集団ボクラ団義       | 久保田唱         | 久保田唱         | 2012/8/15-19    | 上野・ストアハウス                   |
| 16   | ダウト！国立公安女子高                                 | 劇団北京蝶々                 | 大塩哲史         | 大塩哲史         | 2012/10/25-28   | 銀座・博品館劇場                     |
| 17   | ラストホリディ ～終わらない歌～                        | ボブジャックシアター         | 扇田賢           | 守山カオリ       | 2012/11/21-25   | 東長崎・てあとるらぽう               |
| 18   | 戦国降臨Girl                                           | -                            | まつだ壱岱       | まつだ壱岱       | 2012/12/18-23   | 池袋・シアターKASSAI                 |
| 19   | ラフィン～笑いの免許証～                               | -                            | 松田信行         | 麻草郁           | 2013/1/29-2/3   | 池袋・シアターKASSAI                 |
| 20   | アリスインデッドリースクール オルタナティブ            | -                            | 松本陽一         | 麻草郁           | 2013/3/20-24    | 品川・六行会ホール                   |
| 21   | チェンジング☆ホテル                                    | はちみつシアター             | 巣鴨五反田       | 麻草郁           | 2013/5/1-6      | 池袋・シアターKASSAI                 |
| 22   | トラブル ブックマーカー                                | ボブジャックシアター         | 扇田賢           | 守山カオリ       | 2013/6/19-23    | 池袋・シアターKASSAI                 |
| 23   | 戦国降臨ガールズ                                       | -                            | まつだ壱岱       | まつだ壱岱       | 2013/7/3-7      | 品川・六行会ホール                   |
| 24   | 時空警察ヴェッカー1983                                 | カプセル兵団                 | 吉久直志         | 畑澤和也、麻草郁 | 2013/8/14-18    | 笹塚・笹塚ファクトリー               |
| 25   | 名探偵はじめました                                     | -                            | 岡田基哉         | 麻草郁           | 2013/10/23-27   | 銀座みゆき館劇場                     |
| 26   | デジタル ホムンクルス                                  | -                            | 藤本浩多郎       | 藤本浩多郎       | 2013/12/18-23   | 池袋・シアターKASSAI                 |
| 27   | RIN-RIN-RIN～ヒーローはいつも君のそばにいる～          | -                            | 田中精           | 武藤晃子         | 2014/2/26-3/2   | 池袋・シアターKASSAI                 |
| 28   | 時空警察ヴェッカー改・ノエルサンドレ                   | -                            | 伊勢直弘         | 畑澤和也、麻草郁 | 2014/4/23-27    | 下北沢・小劇場B1（北沢タウンホール） |
| 29   | Copyright.                                             | バンタムクラスステージ       | 細川博司         | 細川博司         | 2014/5/28-6/1   | 池袋・シアターKASSAI                 |
| 30   | アリスインクロノパラドックス2014                       | 演劇組織KIMYO                | 宮谷達也         | 麻草郁           | 2014/6/11-15    | 名古屋・うりんこ劇場                 |
| 31   | おうちに帰るまでが遠足です                             | ボブジャックシアター         | 扇田賢           | 守山カオリ       | 2014/7/9-13     | 池袋・シアターKASSAI                 |
| 32   | エデンの空に降りゆく星唄                               | 企画演劇集団ボクラ団義       | 久保田唱         | 久保田唱         | 2014/8/13-17    | 品川・六行会ホール                   |
| 33   | ヨルハ                                                 | 秋葉原ディアステージ         | まつだ壱岱       | 麻草郁           | 2014/10/1-5     | 池袋・シアターKASSAI                 |
| 34   | 戦国降臨ガール・R（リバース）                          | -                            | まつだ壱岱       | まつだ壱岱       | 2014/10/29-11/3 | 品川・六行会ホール                   |
| 35   | セブンフレンズ・セブンミニッツ                         | -                            | 松本陽一         | 松本陽一         | 2014/12/17-21   | 品川・六行会ホール                   |
| 36   | アリスインデッドリースクール オルタナティブ・OSAKA     | -                            | 伊藤えん魔       | 麻草郁           | 2015/2/25-3/1   | 大阪市立芸術創造館                   |
| 37   | ラストホリデイ2015 ～終わらない歌～                    | ボブジャックシアター         | 扇田賢           | 守山カオリ       | 2015/4/29-5/10  | 池袋・シアターKASSAI                 |
| 38   | ヨルハ Ver.1.1                                         | 秋葉原ディアステージ         | まつだ壱岱       | 麻草郁           | 2015/5/23-31    | 西新宿・新宿村LIVE                   |
| 39   | アリスインデッドリースクール オルタナティブ・NAGOYA    | オレンヂスタ                 | ニノキノコスター | 麻草郁           | 2015/6/10-14    | 名古屋・うりんこ劇場                 |
| 40   | 魔銃ドナー                                             | -                            | まつだ壱岱       | 細川博司         | 2015/6/24-7/5   | 池袋・シアターKASSAI                 |
| 41   | アリスインデッドリースクール ビヨンド                  | -                            | 扇田賢           | 麻草郁           | 2015/8/12-23    | 池袋・シアターKASSAI                 |
| 42   | 新・戦国降臨ガール                                     | -                            | まつだ壱岱       | まつだ壱岱       | 2015/10/21-25   | 新宿・全労済ホールスペース・ゼロ     |
| 43   | 魔銃ドナーKIX                                          | バンタムクラスステージ       | 細川博司         | 細川博司         | 2015/11/18-22   | 大阪・インディペンデントシアター2nd  |
| 43   | 魔銃ドナーKIX                                          | バンタムクラスステージ       | 細川博司         | 細川博司         | 2015/11/28-29   | Fun×Fam劇場（和歌山マリーナシティ）  |
| 44   | ハイスクールミレニアム2015                             | 企画演劇集団ボクラ団義       | 久保田唱         | 久保田唱         | 2015/12/16-20   | 品川・六行会ホール                   |
| 45   | クォンタム・ドールズ 〜量子境界の遊歩者〜              | -                            | まつだ壱岱       | 麻草郁、細川博司 | 2016/1/6-11     | 西新宿・新宿村LIVE                   |
| 46   | 陰陽よろず屋 開業中!                                   | ボブジャックシアター         | 扇田賢           | 守山カオリ       | 2016/2/24-28    | 築地・ブディストホール               |
| 47   | 戦国降臨ガール・インターナショナル                     | -                            | まつだ壱岱       | 麻草郁           | 2016/3/11-13    | 香港・同流黑盒劇場                   |
| 48   | アリスインデッドリースクール オルタナティブ・SAPPORO   | -                            | 納谷真大         | 麻草郁           | 2016/5/4-8      | 札幌・コンカリーニョ                 |
| 49   | みちこのみたせかい                                     | -                            | 細川博司         | 麻草郁           | 2016/5/5-8      | 西新宿・新宿村LIVE                   |
| 50   | チェンジングホテルNAGOYA                               | 演劇組織KIMYO                | 宮谷達也         | 麻草郁           | 2016/6/8-13     | 名古屋・うりんこ劇場                 |
| 51   | 時空警察クロノゲイザー                                 | カプセル兵団                 | 吉久直志         | 吉久直志         | 2016/7/6-10     | 品川・六行会ホール                   |
| 52   | アリスインデッドリースクール パラドックス              | -                            | 扇田賢           | 麻草郁           | 2016/8/11-21    | 池袋・シアターKASSAI                 |
| 53   | 魔銃ドナークロニクル                                   | -                            | まつだ壱岱       | 細川博司         | 2016/9/28-10/2  | 品川・六行会ホール                   |
| 54   | 戦国降臨ガール・インターナショナルTOKYO・完全版        | -                            | 松多壱岱         | 麻草郁           | 2016/10/7-10    | 築地・ブディストホール               |
| 55   | クォンタムドールズOSAKA                                | 劇団ZTON                     | 河瀬仁誌         | 麻草郁           | 2016/10/26-30   | 大阪・インディペンデントシアター2nd  |
| 56   | GIRLS TREK                                             | -                            | 細川博司         | 三井秀樹         | 2016/12/7-11    | 新宿・シアターブラッツ               |
| 57   | 真説・まなつの銀河に雪のふるほし                       | -                            | 松本陽一         | 麻草郁           | 2017/1/11-15    | 品川・六行会ホール                   |
| 58   | DANCE DANCE DANCE! 踊りが丘学園〜これが私の舞活動〜    | -                            | 扇田賢           | 三井秀樹         | 2017/2/9-19     | 池袋・シアターKASSAI                 |
| 59   | イマジカル・マテリアル                                 | カプセル兵団                 | 吉久直志         | 麻草郁           | 2017/3/15-20    | 西新宿・新宿村LIVE                   |
| 60   | 名探偵はじめました2017                                 | -                            | 舞生ゆう         | 麻草郁           | 2017/5/3-8      | 新宿・シアターブラッツ               |
| 61   | みちこのみたせかいSAPPORO                              | -                            | 納谷真大         | 麻草郁           | 2017/5/17-21    | 札幌・コンカリーニョ                 |
| 62   | 真説・まなつの銀河に雪のふるほしNAGOYA                 | オレンヂスタ                 | ニノキノコスター | 麻草郁           | 2017/6/7-12     | 名古屋・うりんこ劇場                 |
| 63   | クォンタムドールズ2017                                 | -                            | 谷口健太郎       | 麻草郁           | 2017/7/5-9      | 品川・六行会ホール                   |
| 64   | アリスインデッドリースクール ビヨンド・OSAKA           | -                            | 扇田賢           | 麻草郁           | 2017/7/26-30    | 大阪・インディペンデントシアター2nd  |
| 65   | バックイン・ミレニアム                                 | 企画演劇集団ボクラ団義       | 久保田唱         | 久保田唱         | 2017/8/9-16     | 西新宿・新宿村LIVE                   |
| 66   | 終わらない歌を少女はうたう                             | ボブジャックシアター         | 扇田賢           | 守山カオリ       | 2017/9/13-18    | 西新宿・新宿村LIVE                   |
| 67   | アリスインデッドリースクール・ノクターン               | -                            | 松本陽一         | 麻草郁           | 2017/10/4-9     | 西新宿・新宿村LIVE                   |
| 68   | スーパーマンガ大戦 オルタナティブ                      | -                            | 夢麻呂           | 夢麻呂           | 2017/11/8-19    | 新宿・コフレリオ新宿シアター         |
| 69   | 暁!!三國学園 オルタナティブ                            | 劇団ZTON                     | 河瀬仁誌         | 河瀬仁誌         | 2017/11/29-12/3 | 大阪・インディペンデントシアター2nd  |
| 70   | チェンジングホテルTOKYO                                | -                            | 宮谷達也         | 麻草郁           | 2017/12/13-17   | 西新宿・新宿村LIVE                   |
| 71   | ゼロヨンヨンの終電車 2018                              | 劇団6番シード                | 松本陽一         | 松本陽一         | 2018/1/10-14    | 西新宿・新宿村LIVE                   |
| 72   | 12人の分かれる劇団員                                   | （制作協力作品）             | 扇田賢           | サトウヒロミ     | 2018/2/21-25    | 十条・犀の穴                         |
| 73   | 続・魔銃ドナー 〜アーティフィシャル ダイアリシス〜     | -                            | 細川博司         | 細川博司         | 2018/4/11-15    | 西新宿・新宿村LIVE                   |
| 74   | ダンスライン♪SAPPORO                                   | -                            | 納谷真大         | 麻草郁           | 2018/4/25-29    | 札幌・コンカリーニョ                 |
| 75   | ダンスライン♪TOKYO                                     | -                            | 夢麻呂           | 麻草郁           | 2018/5/9-13     | 品川・六行会ホール                   |
| 76   | レッド ホット キッチン                                 | 演劇組織KIMYO                | 宮谷達也         | 宮谷達也         | 2018/6/6-11     | 名古屋・うりんこ劇場                 |
| 77   | 降臨Hearts                                             | -                            | 扇田賢           | 麻草郁           | 2018/7/11-16    | 西新宿・新宿村LIVE                   |
| 78   | アリスインデッドリースクール 楽園                      | -                            | 扇田賢           | 麻草郁           | 2018/8/8-19     | 池袋・シアターKASSAI                 |
| 79   | 最果ての星 〜アリスインデッドリースクール外伝〜        | -                            | 松本陽一         | 松本陽一         | 2018/8/23-9/2   | 池袋・シアターKASSAI                 |
| 80   | クォンタムメモリーズ 〜量子変数の観測者〜              | -                            | 松多壱岱         | 麻草郁           | 2018/10/3-8     | 西新宿・新宿村LIVE                   |
| 81   | ともだちインプット                                     | -                            | 細川博司         | 麻草郁           | 2018/11/7-18    | 池袋・シアターKASSAI                 |
| 82   | アドリブ心理劇 ドナー・イレブン                        | -                            | 松多壱岱         | 麻草郁           | 2018/12/19-30   | 池袋・シアターKASSAI                 |
| 83   | 悪魔 in デッドリースクール                             | ディアステージ               | 松多壱岱         | 麻草郁           | 2019/1/16-20    | 新宿・コフレリオ新宿シアター         |
| 84   | DANCE! DANCE! DANCE! オルタナティブ                    | -                            | 岡田基哉         | 麻草郁           | 2019/2/9-17     | 池袋・シアターKASSAI                 |
| 85   | アリスインデッドリースクール 楽園・大阪                | -                            | 河瀬仁誌         | 麻草郁           | 2019/2/27-3/3   | 大阪・インディペンデントシアター2nd  |
| 86   | アイガク2019                                           | -                            | 夢麻呂           | 麻草郁           | 2019/3/19-27    | 池袋・シアターKASSAI                 |
| 87   | 降臨Hearts&Soul                                        | -                            | 扇田賢           | 麻草郁           | 2019/4/25-5/6   | 池袋・シアターKASSAI                 |
| 88   | アリスインデッドリースクール 楽園・NAGOYA              | 空宙空地                     | 関戸哲也         | 麻草郁           | 2019/6/5-10     | 名古屋・うりんこ劇場                 |
| 89   | 真約・魔銃ドナー                                       | -                            | 細川博司         | 細川博司         | 2019/8/7-18     | 池袋・シアターKASSAI                 |
| 90   | アリスインデッドリースクール コネクト                  | -                            | 上條恒           | 麻草郁           | 2019/11/7-10    | 西新宿・新宿村LIVE                   |
| 91   | アリスインアリスインデッドリースクール                 | -                            | 細川博司         | 麻草郁           | 2019/12/12-23   | 池袋・シアターKASSAI                 |
| 92   | アリスインデッドリースクール 楽園 FUKUOKA              | トキヲイキル（合同公演）     | ヨウ手嶋         | 麻草郁           | 2020/1/29-2/2   | 福岡・ぽんプラザホール               |
| 93   | DANCE DANCE DANCE 〜Dark Dungeon ver.〜                | -                            | 鈴木智晴         | 麻草郁           | 2020/1/30-2/11  | 池袋・シアターKASSAI                 |
| 94   | 百花繚乱 〜Break a leg!〜                              | 剣舞プロジェクト             | 栗原彰文         | 栗原彰文         | 2020/3/11-15    | 西新宿・新宿村LIVE                   |
| 95   | アリスインデッドリースクール・永遠                     | -                            | 麻草郁           | 麻草郁           | 2020/4/1-2      | 新宿・シアターブラッツ               |
| 中止 | 降臨ハーツインヘブン                                   | -                            | 吉久直志         | 麻草郁           | 公演中止        | 池袋・シアターKASSAI                 |
| 96   | クォーツ・ゲート 〜裏庭には秘密が眠っている〜          | オレンヂスタ                 | ニノキノコスター | ニノキノコスター | 2020/10/29-11/1 | 名古屋市千種文化小劇場               |
| 97   | アリスインデッドリースクール・邂逅                     | -                            | 細川博司         | 麻草郁           | 2021/9/8-12     | 西新宿・新宿村LIVE                   |
| 98   | ダンスライン                                           | -                            | 扇田賢           | 麻草郁           | 2022/6/29-7/3   | 西新宿・新宿村LIVE                   |
| 99   | アリスインデッドリースクール・永劫                     | -                            | 麻草郁           | 麻草郁           | 2022/11/23-27   | 西新宿・新宿村LIVE                   |
| 100  | 魔銃ドナー 巫/かんなぎ                                 | -                            | 細川博司         | 細川博司         | 2023/5/3-7      | 西新宿・新宿村LIVE                   |
| 101  | 降臨SOUL                                               | ILCA × HIKE                  | 松多壱岱         | 松多壱岱         | 2023/11/23-12/3 | 中目黒キンケロシアター               |
| 102  | 魔銃ドナー Testament                                   | Studio K'z                   | 細川博司         | 細川博司         | 2024/3/27-31    | 築地・ブディストホール               |
| 103  | ダンスライン                                           | エンターアーツプロモーション | 中馬真弥         | 麻草郁           | 2024/4/26-29    | 福岡・ミュージアムホール             |
| 104  | 終わらない歌を少女はうたう〜エターナルメロディー〜2024 | Studio K'z                   | 扇田賢           | 守山カオリ       | 2024/9/19-23    | 下落合・シアター風姿花伝             |
| 105  | 降臨SOUL〜風燐火斬〜                                   | ILCA × HIKE                  | 松多壱岱         | 松多壱岱         | 2024/9/25-29    | 品川・六行会ホール                   |
| 106  | 時空警察ヴェッカー1983・改                             | Studio K'z                   | 扇田賢           | 畑澤和也、麻草郁 | 2025/2/19-24    | 築地・ブディストホール               |

### 出演した女優・アイドル
50音別。コラボレーションの劇団俳優・特別出演・友情出演・ゲスト出演や、第1作から第106作（時空警察ヴェッカー1983・改）までの制作協力作品を含む。
| ア行 カ行 サ行 タ行 ナ行 ハ行 マ行 ヤ行 ラ行 ワ行 |

#### ア行
あ
| - あい - 愛衣 - 相浦心結 - あいか - 相笠萌 - 逢坂南 - 逢咲日彩 - 愛沢舞美 - 相沢美羽 - 相澤瑠香 - 逢月ひな - 藍菜 / 相田瑠菜 - 愛野えり - 相原えみり - 会原麻彩 - 藍梨 - 葵あおい - 葵叶望 - 蒼小比奈 - 蒼井ちあき - 葵なつみ - 蒼みこ - 蒼れいな - 青木萌 - 青木ゆり亜 - 青木里菜 - 青名畑実咲 | - 青野未来 - 青葉ひなり - 青柳伽奈 - 青山千聖 - 青山千紘 - 青山ひかる - 青山ひとみ - 青山美羽 - 青山和奏 - 赤須涼子 - 縣みりあ - AKANE / 福田朱子 - 茜屋日海夏 - 赤間千咲都 - 赤松唯 - 赤星李 - あがりえひかり（東江ひかり） - 亜希子 - 秋場由香 - 秋元佐和紀 - 秋元なつこ - 秋元美咲 - 秋山優香 - 秋山ゆずき - 秋山ゆりか - 秋吉あや - 明吉晏由 | - 秋吉茉佑佳 - 暁美シオン - 麻友美 - 浅石莉奈 - 朝丘初 - あさおか倖 - 麻丘れいな - 浅川梨奈 - 朝霧夏希 - 朝霧陽冬美 - 浅倉なお子 - 朝倉奈珠希 - 朝倉真琴 - 浅倉結希 - 浅田愛 - 旭 - 朝比奈蒼 - 朝日奈芙季 - 朝比奈南 - 朝日奈凛佳 - 朝日梨帆 - 浅見結菜 - 浅見怜美 - 芦原優愛 - 芦和えり - Asumi - あずさ | - 麻生かな（かなちぃ） - 麻生みりあ - 足立茜 - 足達美咲 - 足立ゆう - 安達優菜 - 安達玲奈 - あつき - 阿部かれん - 天音（柊千景） - 天音みほ - 天音らんか - 天音利梛 - 天野麻菜 - 天野優希 - 天野凛 - 甘莉花奈子 - あまりかなり - あみ - AYAKA - 彩加ゆり - 彩川ひなの - AYASA - 綾瀬美悠 - 綾瀬りの - 綾瀬麗奈 - 彩月貴央 - Ayano | - 綾乃彩 - 鮎川穂乃果 - 愛雪 - 新井花菜 - 荒井杏子 - 荒井暖菜 - 新井ゆうこ（有村藍里） - 荒井裕実 - 荒木美紅 - 荒木未歩 - 荒木美穂（新木美帆） - 新木美優 - 荒屋知子 - 新谷姫加 - 有沢澪風 - ARINA - 有村まりあ - 有本羽菜 - あわたかれん - あわつまい - 安城うらら - 安藤彩華 - 安藤遥 - 安藤流々 - 安藤玲奈 - あんり |

い
| - 飯田陽子 - 飯塚麻結 - 飯野美紗子 - 飯野雅 - 伊唐みよ - 五十嵐彩伽 - 五十嵐夏実 - 五十嵐妃奈乃 - 生田善子 - 井口栞里 - 池内美有 - 池上紗理依 - 池澤汐音 - 池田胡桃 - 池田ショコラ - 池田裕子 - 池田理沙 - 井越有彩 - 井澤佳の実 | - 石井陽菜 - 石川彩楓 - 石川夏海 - 石川真衣 - 石川凜果 - 石田みう - 伊地智梨愛 - 石塚汐花 - 石塚みづき - 石原優衣 - 和泉心空（和泉あいら） - 和泉ひより（心鞠游） - 泉谷裕美 - 伊瀬美雪 - 磯部杏 - 板倉美穂 - 一岡杏奈 - 市川ゆま - 市川琳 | - 市倉有菜 - 市城咲 - 一ノ瀬あかり / 藤野朱莉 - 市原佑梨 - 一村すみれ - 市山黎 - 一色真衣 - 一本鎗希華 / 東城希亜 / 東城希明 - 伊藤彩沙 - 伊藤綾美 - 伊藤花菜 - 伊藤千由李 - 伊藤晴香 - 伊藤麻希 - 伊藤みのり - 伊藤桃 - 伊藤優衣 - 伊藤有香 - 伊藤勇姫 | - 伊藤梨沙子 - 伊藤玲奈（維東れいな） - 井戸美月 - 絃ユリナ - 稲岡志織 - 稲川みなみ - 稲田琴美 - 稲葉楓 - 稲葉スカーレット来夢 - 稲葉美咲 - 稲村亜美 - 稲森美優 - 井上貴惠 - 井之上史織 - 井上千鶴 - 井上奈菜 - 井上真里奈 - 井上未優 - 今池由佳 | - 今泉玲奈 - 今井瞳 - 今川宇宙 - 今出舞 - 今村望 - 井村萌々花 - 井柳華乃 - 入江怜 - 入矢麻衣 - 岩咲桂 - 岩﨑千明 - 岩崎舞 - 岩下夏帆 - 岩杉夏 - 岩田華怜 - 岩田陽葵 - 岩淵桃音 - 岩本琴音 - 岩本柚 |

う
| - 植竹優亜 - 植田ぴょん吉 - 植田真唯 - 植田麻友美 - 上野華歩 | - 上野美里 - 上原ぺこ - 上村明穂 - 鵜川もえか - 宇佐美あいり | - 氏家綾乃 - 氏家康介 - 宇田川美樹 - 内田菜々 - 内田眞由美 | - 内田理央 - 右手愛美 - 羽野瑠華 - 羽美（高木美穂） - 梅田悠 | - 梅原サエリ - 梅村結衣 - 梅本まどか - 漆畑美来 |

え
| - EITA - 江崎いく子 - 江藤彩也香 | - えのきさりな（榎木さりな） - 榎元カンナ | - 江原裕理 - 海老原なつ美 - 海老原優花 | - エリザベス・マリー - 江里奈 - 遠藤星七 | - 遠藤三貴 - 遠藤瑠香 |

お
| - 及川夏凜 - 及川ひかり - 大浦育子 - 太神陽 - 大上陽奈子 - 大川華恵 - 大串泉 - 大久保聡美 - 大蔵愛 - 大河内美紗 - 大古場愛佳 - 大澤麻耶 - 大澤実環 - 大島みふき / 南風姫 - 大須賀あみ - 大滝紗緒里 - 太田千晶 - 太田菜月 | - 大塚愛菜 - 大塚加奈子 - 大塚結生 - 大友歩 - 大友波瑠 - 大貫彩香 - 大沼采奈 - 大野愛友佳 - 大野咲貴 - 大野ナツコ - 大野一二三 - 大野愛 - 大場彩友香 - 大庭早紀 - 大場美優佳 - 大葉みらい - 大林ちえり | - 大原優乃 - 大前愛華 - 大牧ぽるん - 大森さつき - 大森ほのか - 大森舞生 - 大山恵利奈 - 岡田歩佳 - 岡田香菜 - 岡田果実 - 岡田花梨 - 岡田桜 - 岡田ちほ - 岡田佑里乃 - 岡田れえな - 緒方ちか - 緒方もも | - 岡ちひろ - 岡野里咲 - 岡本桃香 - 小川まみ - 沖田あすか - 沖田桃果 - おぎのかな - 荻野耀子 - 小楠梨瑛奈 - 小倉江梨花 - 小倉舞子 - 尾崎綺澄 - 尾崎悠歌 - 尾崎礼香 - 小澤梨夏 - 小澤麗那 - 押田美和 | - 尾島江利子 - 尾島知佳 - 小田あさ美 - 落合彩 - 落合佐来 - 落合莉菜 - 音田栞 - 音河亜里奈 - 音華花 - 小野木里奈 - 小野塚愛美 - 小間百華 - 小見川千明 - 思春ももせ - 折笠衣緒 - 折原つかさ |

#### カ行
か
| - 海江田菜摘 - 甲斐千遥 - 甲斐ゆいか - 替地桃子 - KAORI - 加賀彩美 - 鍵谷まみ - 角田奈穂 - かくむみつき - 笠井望美 - 笠松遥未 - 笠松実夕 - 笠本玲名 - 梶田翔子 - 梶谷桃子 - 樫村みなみ - 柏木椎名 - 梶原妃菜子 - 片岡ミカ - 片瀬美月 - 片平美那 - 片宮あやか | - 勝尾麻結奈 - 勝田麗美 - 加藤茜 - 加藤亜実 - 加藤彩 - 加藤文美 - 加藤沙耶香 - 加藤智子 - 加藤菜月 - 加藤夏子 - 加藤凪海 - 加藤瞳 - 加藤美紅（花澤美紅） - 加藤みつは - 加藤美結 - 加藤里保菜 - 加藤玲那 - 門田紗季 - 金澤絹理 - 金澤有希 - 奏さやか | - 要英玲羽 - 金子美紀 - 金田瀬奈 - 叶田明日菜 - かのん（蟻宮かのん） - 花音 - 鎌田彩樺 - 鎌田紘子 - 上枝恵美加 - 神条れいか - 神白紗綾 - 神村風子 - 神谷紗英 - 上山紗奈 - 神山渚 - 亀代詩穂 - 茅田望見 - 唐澤あゆみ - 花梨（胡桃かりん） - 華蓮DATE - 河合彩華 | - 河合真衣（梅山真衣） - 河合有理 - 河井友莉亜 - カワイレナ - 河合玲奈（梓玲華） - 川上静良 - 川上珠来 - 川口ゆずき - 川口莉奈 - 川島愛里沙 - 川嶋メアリ - カワシマユカ - 川嶋麗惟 - 河路由希子 - 河地柚奈 - 川添りな - 河田梨帆 - 河内愛 - 川出ゆま - 川奈ゆう | - 河野万里奈 - 川端千音 - 川端美結 - 河原美衣 - 川原ゆず - 川辺志穂 - 川又静香 - 河村杏樺 - 川村ゆきえ - 川元捺未（北山奈都美） - 川本結月 - 神崎晴香 - 神崎豊 - 神沢有紗 - 神田東来 - 神田緋那 - 栞菜 - 神野恵里沙 - 菅野真衣 - 神原れおな / 亀田伶央奈 |

き
| - 木内江莉 - 木内くるみ - 聞間彩 - 菊地紗弥佳 - きくちまや - 木口亜矢 - 岸田恵里子 - 岸田麻佑 - 岸本望 | - 岸本綾菜 - 岸本れん - 木嶌涼乃 - 木嶋ゆり（百合沙） - 北出彩 - 北原唯 - 木田晴香 - 北村すなお - 北村真帆 | - 北山亜莉沙 - 城戸さくら - 木下かれん - 木下桜 - 木下結愛 - 木下麗菜 - 木部佳菜絵 - 希帆（礒部希帆） - 木村葵 | - 木村有希 - 木村玲子 - 木本夕貴 - 喜屋武ちあき - キャンレン / 喜屋武蓮 - 牛乳寒天なつみん - 京佳 - 清里千聖 | - 雪原千歳 - 雲母 - 桐下愛未 - 桐矢佳菜 - 桐山奈佑 - 桐山涼 - 金城詩織 - 金城真央 |

く
| - 久木田かな子 - 日下部美愛 - 草場愛 - 櫛引あやめ - 久代梨奈 - 楠世蓮 - 楠みゆう - 楠木里愛菜 - 楠本あずさ - 楠本美紗 - 沓澤万莉 - 工藤亜耶 | - 工藤沙貴 - 工藤七夏 - 工藤夢心 - 國井紫苑 - 国門紋朱 - 國津ココ - くぼたみか - 久保田れな - 熊谷知花 - 熊谷美里 - 熊倉彩乃 | - 熊田花 - 隈本茉莉奈 - Kuyumi - 倉岡生夏 - 倉岡芽生 - 倉咲奈央 - 倉島比果梨 - 倉田瑠夏 - 倉持由香 - 栗生みな / 栗生実奈 - 栗田恵美（くりえみ） | - 栗田栞 - 栗野春香 - 栗野未悠 - 栗山夢衣 - 来栖仁愛 - 呉竹みつ - くれは - クレハ - 黒木ひかり - 黒木美紗子 - 黒木美佑 | - 黒木梨帆 - 黒澤ゆりか - 黒田愛香 - 黒田絢子 / アヤ - 黒田有彩 - 黒田万結花 - 黒田里々愛 - 黒原優梨（穂波優里） - 郡司みわ |

こ
| - 小新井涼 - 小池彩夢（彩夢） - 小池舞 - 小池美由 - 小泉ここ - こいずみさき - 小泉麻耶 - 小泉理恵 - 小磯陽香 - 逢坂美月 - 郷咲あやね - 更崎由奈 - 香咲和花 / 原和花 - 香田メイ - 幸野ゆりあ - こうめ - 高野璃奈 | - 光利 - 小枝真佑 - 古河結子 - 國領浩子 - 此処なつ - こころ（高見こころ） - 小坂真名美 - 小島一華 - 小島果帆 - 小島寧音 - 児島真理奈 - 越水みくな - 小太刀瑞姫 - 小珠ひかる - 小玉百夏 - 児玉ももな | - 古妻朋瑛 - 小寺真理 - 琴石玲菜 - 後藤楓 - 後藤紗亜弥 - 後藤萌咲 - 琴森もね - 小夏心愛（葵井ここあ） - 小西麻里菜 - 心乃音 - 小鳩りあ - 小花] - 小林亜実 - 小林香織 - 小林加奈 - 小林千莉 | - 小林千紗 - 小林ひな実 - 小林歩乃佳 - 小林マイカ - 小林都 - 小林祐実 - 小原春香 - 小原莉子 - 小日向亜美 - 小日向優花 - 駒津柚希 - 小松彩夏 - 小松みなみ - 駒野遥香 - こみつじょう - 小村優香 - 小萌きる | - 小谷野花純 - 小山早紀 - 小山夏希 - 小山百代 - 小山由希帆 - 是永真由（八城まゆ） - 今さえ子 - 近藤そら - 近藤優衣 - 近藤祐加 - 権藤葵 - 今野杏南 - 今野穂乃花 - 紺野まゆ - 今野梨奈 |

#### サ行
さ
| - 西条美咲 - 財前光希 - 斎藤亜美 - 齋藤彩夏 - 齋藤千夏 - さいとう雅子 / 斉藤雅子 - さいとう光恵 - 斉藤めぐ - 斎藤桃子 - 齊藤夢愛 - 才原茉莉乃 - 佐伯香織（黒崎澪） - 三枝百合絵 - 早乙女ゆう - 早乙女ゆみの - 坂井古都 - 酒井萌衣 | - 酒井れみ - 榊原美紅 - 坂弥音 - 坂本茉莉 - 坂本澪香 - 坂本実紅 - 坂元由奈 - 坂本百合子 - 坂本りおん（沢辺りおん） - 相良朱音 - 佐川美智佳（碧美智佳） - 崎野萌 - 咲村良子 - 佐倉星 - 佐倉百音 - 桜りりぃ | - 桜衣かれん - 櫻井しおり - 櫻井珠希 - 櫻井菜々美 - 桜井のあ（月詠乃愛） - 櫻井花子 - 桜井ひな - 桜井美里 - 櫻井結衣 - 櫻井由佳 - 桜井理衣 - 桜木りな - 桜田初姫 - 桜田麻乃（桜木彩羽） - 桜乃林龍奈 - 桜町たろ | - 笹木ありさ - 佐々木麻衣 - 佐々木円 - 佐々木海月 - 佐々木未悠 - 佐々木もよこ - 佐武宇綺 - 佐藤愛 - 佐藤愛香 - 佐藤ありさ（松永有紗） - 佐藤加奈 - 佐藤琴乃 - 佐藤さくら - 佐藤葉瑠香 - 佐藤楓子 - 佐藤真代 - 佐藤未来 | - 佐藤みき - 佐藤美奈子 - 佐藤ゆうき - さとうれいな - 佐藤玲奈 - 佐野かおる - 佐野礼奈 - 紗夜 - 澤井里依 - 澤翔子 - 澤田樹奈 - 澤田樹里亜 - 澤村佳奈。 - 澤村律希 - 山王ゆな - 三ノ宮ちか |

し
| - 椎名愛 - 椎名亜音 - 椎名つかさ - 椎葉まここ - 椎本唯加 - 椎山なつみ - 塩野寧々 - 栞原ありす - しおりん（笹塚しおり） - 重石邑菜 - 重本愛瑠 - 重本未紗 - 重盛さと美 - 志田光 | - 蔀華子 - 品川ともみ - 階戸瑠李 - 尻無浜冴美 - 篠咲くれは - 篠原ゆり（平野友里） - 篠原冴美 - 篠原みなみ - 柴小聖 - 柴崎七虹 - 渋木美沙 - 澁谷梓希 - 渋谷エミ - 渋谷沙希子 | - しほの涼 - 島崎未来 - 嶋﨑友莉亜 - 島林祈星 - 嶋村杏樹 - 島村彩也香 - 嶋村瞳 - 嶋梨夏 - シミズアスナ - 清水彩 - 清水凜 - 下垣真香 - 下園りえ - 下田愛璃 - 下村星奈 | - ジュエリ - 樹乃 - 樹璃 - 荘司里穂（眠ねむ） - しょこら - 白石まゆみ - 白井真緒（白井琥珀） - 白岩英里子 - 白川卯奈 - 白川叶空 - 白河優菜 - 白崎ほのか - 白鳥美海 - 白鳥ユリカ | - 白濱佑梨 - 白水桜太郎 - しらゆり音々 - 白宮奈々 / 松本奈々 - 城取凜果 - 新貝紋加 - 新海由奈 - 新川優愛 - 真崎千波 - 新城加奈 - 新城玲香 - 新谷伊沙李 - 新藤まなみ - 新平真里亜 |

す
| - 末永みゆ - 末棟友里奈 - 末吉桃子 - 須貝汐梨 - 菅沼もにか（三田萌日香） - 菅原未結 - 杉優歩 - 杉浦摩美 - 杉浦月那 | - 杉田琴美 - 杉田真帆 - 杉本有美 - 杉本莉真 - 菅田音杏 - 涼花 - 鈴木あかり - 鈴木絵未里 - 鈴木花穂 | - 鈴木楓恋 - 鈴木綺良々 - 涼木ちえみ - 鈴木千夏 - 鈴木千菜実 - 鈴木媛子 - 鈴木ふみ奈 - すずきぺこ - 鈴木まりや | - 鈴木真梨耶 - 鈴木澪 - 鈴木美里 - 鈴木みなよ - 鈴木美穂 - 鈴木芽瑠 - 鈴木友梨耶 - 鈴木月 - 鈴野まみ | - 須田そより - 酢谷有紀子 - 須田理夏子 - 須藤茉麻 - 須藤理央 - 春原優子 - 須原麻衣 - 住吉未羽 - 須山朱里 |

せ
| - 清家麻里奈 - 瀬川ももえ - 関口春菜 | - 関根優那 - 関谷真由 - 関谷美咲 | - 瀬田白幸 - 瀬戸千花 - 瀬戸田晴 | - 瀬乃かなみ - 瀬野るりか | - 芹玲那 - 泉水静紀 |

そ
| - 相馬絵美 - 相馬ふうな | - 蒼矢朋季 - 添田有香 | - 園井千咲 - ソラ豆琴美 | - 空美夕日 | - そら♨るる |

#### タ行
た
| - 大工原凜 - 大藤由佳 - 田井中茉莉亜 - 高井千帆 - 高石彩美 - 高尾実生 - 高岡未來 - 高木愛理 - 高木友梨香 - 高倉はづき - 高咲陽菜 - 高嶋香帆 - 高城樹衣 - 高瀬川すてら - 高田あおい - 高田あゆみ - 髙田櫻子 - 高塚夏生 - 高槻実穂 - 高藤小夏 | - 高橋明日香 - 高橋亜由美 - 高橋胡桃 - 高橋紗妃 - 髙橋彩香 - 高橋のぞみ - 高橋希海 - 高橋舞夏 - 高橋萌 - 高橋唯 - 高橋佑奈 - 高橋友里 - 高橋里英 - 高橋里菜 - 高畑有美恵 - 高見彩己子 - 高宗歩未 - 高村さくら - 高本翔菜 - 高山侑子 | - 田川麗捺 - 滝口成美 - 田口彩花 - 田口夏帆 - 田口空 - 田口真美 - 武井紗聖 - 竹市桃香 - 竹内舞 - 竹内麻美 - 竹形徠夢 - 竹下絵莉 - 武田シホ - 武田智加 - 武田真歩 - 竹田愛 - 竹中愛 - 竹見采華 - 竹本茉莉 - 田沢涼夏 | - 田嶌友里香 - 橘あるひ - 橘はるか - 立花絵海莉 - 立花このみ - 立花理香 - 橘沙奈江 - 橘さり - 橘美羽 - 橘実咲季 - 橘花もこ - 辰見栞（田所栞） - 巽希 - 立石凛 - 舘内美穂 - 田中沙季 - 田中奈月 - 田中奈々 - 田中はな - 田中真央 | - 田中海凪 - 田中萌亞名 - 田中有紀 - 田中優奈 - 田中梨瑚 - 谷垣綾南 - 谷川智美 - 谷口彩菜 - 谷口郁美 - 谷口莉緒 - 谷口莉音穏 - 谷咲杏樹 - 田畑圭南 / 芦坂早菜 - 田渕恭子 - 玉川来夢 - 民本しょうこ - 田守悠花 - 反田葉月 |

ち
| - ちーしゃみん - 千畝あずみ | - 千鶴 - 千歳ひとみ | - 千歳ゆう - 知名えりか | - 千葉思佳 - 千葉真弓 | - 長南舞 - 蝶野晶美 |

つ
| - 塚原樹 - 塚本奈緒美 - 塚本美玲 - 月岡鈴 | - 着崎花梨（愛宮歌梨） - 月乃はる - 辻ニイナ - つちださゆり | - 土山茜 - 土山紗那 - 都筑あやめ - 堤萌 | - 坪井有里沙（陽向あさり） - 津留慶子 - 鶴田葵 - 鶴田まこ | - 鶴原文香 - 鶴巻沙綾 - 鶴巻星奈 - 鶴見萌 |

て
| - 手塚朱莉 | - 寺田さやか | - 寺田真珠 |

と
| - 道京莉羅 - 堂坂有希 - 東城咲耶子 - 東條詩織 - 道明寺アヤカ - 桃璃江美 - 遠乃綾子 | - 遠山きっか - 時田亜恋 - 時田愛梨 / とっきー - 土岐菜和子 - 時乃真央 - 時吉襟加 | - 徳岡茜 - 渡口緋奈乃 - 渡久山美月 - 床爪さくら - 戸田早奈美 - 土橋陽子 | - 鳶野皐月 - 富岡志織（橘栞里） - 冨田亜紗子 - 冨田樹梨亜 - 友松花穂（佐倉はなほ） - 冨手麻妙 | - 戸村美優 - 豊川久仁 - 豊倉里奈 - 豊田果歩 - 鳥井響 - 鳥越ゆず |

#### ナ行
な
| - 直井瑞季 - 中心愛 - 中泉りや - 永井裕子 - 永井里菜 - 中江早紀 - 中神明日香 - 中上恭子 - 中川美音 - 中川梨花 - 長久保桃子 - 仲里まゆ - 長澤遥香 - 長沢美樹 - 長澤佳歩 - 長澤和奏 - 中島明子 - 中嶋春陽 - 長島実咲 - 永瀬がーな / がーな | - 永瀬かこ - 永瀬麻希 - 中田梓 - 中田杏奈 - 中田美優 - 仲田沙良 - 中塚智実 - 永塚優衣 - 長月明日香 - 長月翼 - 長妻美玖 - 中冨智子 - 長友知美 - 中西悠綺 - 中野たむ - 中野陽日 - 中野裕理 - 仲野りおん - 永野寧子 - 長橋有沙 | - 中林ほのか - 中原ありす - 仲嶺奈理子 - 中村葵 - 中村朱里 - 中村亜未 - 中村早希 - 中村知世 - 中村まい - 中村舞 - 仲村まひろ - 中村麻里子 - 中村美悠 - 中村優 - 中村優里 - 中村裕香里 - 中村友理香 - 中村伶奈 - 中百舌鳥まこ - 仲谷明香 | - 中山さつき - 仲山スミレ - 中山泰香 - 永山杏佳 - 永吉明日香 - 渚 - 渚カオリ - 凪沢怜奈 - ナギノエナ - 南雲ひより - 名倉七海 - 和ほのか - 名嶋あゆみ - 夏川愛実 - 菜月理子 - 夏希リラ - 奈津子 - 夏野香波 - なつみ - 夏目愛海 | - 夏目綾 - 那奈 / なあ坊豆腐@那奈（白井那奈） - 七瀬葵 - 七瀬優菜 - 七海絢香 - 菜ノ香マカ - 菜花まりあ - 菜乃華れみ / 菜ノ花れみ - 那海 - 奈良平愛実 - 成田梨紗 - 成田レナ - 成瀬ともみ - 成瀬未佳 - 鳴海真奈美 - 愛海るな - 南條あかね - 南場映里 |

に
| - 新倉希彩 / 新原里彩 - 新名杏梨（未浜杏梨） - 新山ゆず - 二階堂南 - 二木二葉 - 西井雅 | - 錦織めぐみ（詩之本めぐみ） - 西澤珠乃 - 西田薫子 - 西田果倫 - 西谷有機 - 西七海 | - 西野亜弥 - 西原愛夏 - 西村摩利乃 - 西村美咲 - 西森じん | - 西森妃奈 - 西山野園美 - 西山乃利子 - 新田夏鈴 - 仁藤萌乃 | - 二宮さくら（三田サクラ） - 二宮ユイ - 二宮夕子 - 二瓶有加 - 二村和佳奈 |

ね
| - 根岸愛 |

の
| - 農海姫夏 - 野口真緒 - 野崎あかり | - 乃下未帆 - ノゾミザカ・EXV - 野田怜奈 | - 野谷ひまり - 野中美智子 - 野々のん | - 信岡ひかる - 野辺沙也花 - 野村麻衣 | - 野村真由美 - 乃緑 |

#### ハ行
は
| - 萩原和佳奈 - 初鹿野菜月 - 羽柴なつみ - 橋本愛奈 - 橋本楓 - 橋本佳奈美 - 橋本耀 - 橋元優菜 - 橋本ゆりあ - 橋本瑠果 - 長谷川愛里 - 長谷川麻由 - 長谷川唯 | - 長谷川里桃 - 長谷川怜華 - 畠山智妃 - 畑中彩希 - 畑中桃子 - 羽田野裕美 - 畑山亜梨紗 - 葉月（瀬名葉月） - 葉月えりか - 葉月小陽 - 葉月智子 - 服部紗也加 - 服部美香 | - 服部喜子 - 花井円香 - 花岡芽佳 - 華子 - 花咲希音 - 花園えりい - 華DATE - 花奈澪 - ばにら - 羽野花奏 - 羽野真央 - 羽原由佳 - 馬場光梨 | - 濵川明那 - 濱島優子 - 浜乃りれい（濱野りれ） - 早川春香 - 林あやの - 林田鈴菜 - 早野由香 - 速水うた - 原愛実 - 原田瑛梨佳 - 原田朱理 - 原田真帆 - 原田里佳子 | - 原直子 - 原未沙 - 原望奈美（原田乃叶美） - 針谷早織 - 播磨かな - 春名珠妃 / 春田茉子（春田糀子） - 晴野未子 - 春乃美月 - 春野恵 - 伴かなみ - 坂東泉美 - 伴真緒 - BANRI |

ひ
| - 肥川彩愛 - 疋田紗也 - 疋田ちはる - 引地志歩 - 日暮レイコ - 肥田ゆちか - 日辻南海 - ひとみ | - ひな - 雛形羽衣 - 日名瀬満萌 - * 陽向菜友 / 渡辺菜友 - 陽向海真珠 - ひなのあや（ゆあいあや） - 日野ありす - 日野麻衣 | - 妃野由樹子 - ☆姫乃☆ - 檜山奈南果 - 兵藤美帆 - 兵頭祐香 - 日和ゆず - 平井杏奈 - 平川舞弥 | - 平口みゆき - 平瀬美里 - 平田向日葵 - 平田梨奈 - 平塚あみ - 平松聖菜 - 平山空 - 蛭田愛梨 | - 廣川奈々聖 - 弘島友加里 - 広瀬ことみ - 広瀬さや - 廣瀬詩映莉 - 廣瀬知恵 - 廣田ミヨン - 広村美つ美 |

ふ
| - フォンチー - 深川瑠華 - 深沢優希 - 深田聖奈 - 福井彩夏 - 福井有彩 - 福井可憐 - 福井柑奈 - 福井理沙 - 福尾美佳 | - ふくだえりか - 福滝りり - 福田けい - 福野来夢 - 福見真紀 - 福山実優 - 藤井彩加 - 藤井つきみ - 藤井奈々 - 藤井見奈子 | - 藤井愛美 - 藤井結夏 - 藤崎アンジェ - 藤崎日菜子 - 藤咲まりな - 藤﨑佑莉 - 藤澤知香 - 藤白れもん - 藤田さくら - 藤縄穂月 | - 藤巻碧（藤巻あおい） - 藤松宙愛 - 藤本かえで - 藤本結衣 - 藤本りせ - 藤原亜紀乃 - 藤原千尋 - 藤原那優 | - 藤原璃花 - 双葉苗 - 二見仁菜 - 船岡咲 - 船瀬唯 - 古川杏 - 古野あきほ - 古橋舞悠 - 古谷日菜乃 |

ほ
| - 北条佳奈 - 北條夢乃（乙羽紗菜） - ほしあいめみ - 星あやめ - 星加莉佐 - 星川優夢 | - 星咲花那 - 星咲くるみ - 星野にぁ - 星野にな - 星野麻里愛 - 星野みお - 星野芽生 | - 星野千那 - 星野里莉佳 - 星秀美 - 星優姫 - 星ゆりか - 星美来 | - 星守紗凪 - 細田多希 - ほのかりん - 堀井みゆ - 堀内美月 - 堀内玲 | - ホリエミナミ - 堀越せな - 堀高エミリ - 本条万里子 - 本田宇蘭 - 誉田みに |

#### マ行
ま
| - MAIA - 舞川みやこ - 舞石まこと - 舞原鈴 - 前嶋菜子 - 前園かえで - 前園幸子 - 前田育恵 - 前田希美 - 前田みさき（前田美咲） - 前田美里 - 前田美優 - 前山奈津巴 - MAO - 槙田紗子 | - 牧田咲也加 - 牧野あやみ - 槙原あこ - 槙原綾音 - 真木莉那 - 幕田一未 - 真下涼生 - 真島なおみ - 増井みお - 増岡彩香 - 益子紗彩 - 増田小春 - 増田南美 - 増田みなみ - 増田悠那 - 増田りあ | - 松井あゆ - 増田りあ - 松井あゆ - 松井ありさ - 松岡ななせ - 松岡美沙 - 松岡未都 - 松岡里英 - 松尾琴菜 - 松上祐子 - 松川愛美 - 松川春花 - 松樹侑奈 - 松崎カンナ - 松崎栞 - 松下恵里香 | - 松下凪 - 松下りおん - 松田栞 - 松田実里 - 松田理奈 - 松永真穂 - 松葉絢香 - 松橋ほなみ - 松原夏海 - 松原渚海風 - 松村芽久未 - 松村来夢 - 松本あきな - 松本稽古 - 松本理佳 | - 松脇朱里 - 真奈 - 真中あずさ - 真部小夜 - 真野未華 - 蒔音りりか - 眞広かえ - まりあ - 茉莉邑薫 - 真凛 - 丸中咲花 - 丸山千晶 - 丸山祐花 - 丸りおな / 里於奈 |

み
| - 三浦菜々子 - 三上真生 - 見上瑠那（見上月梛） - みきちゅ - 御厨文香 - 実景 - 弥紗 - Misaki - みさき - 美咲 - 岬優希 - 岬優里 - MIZ - 水上桃華 - 水川華奈 - みずき | - 水希あゆか - 水樹たま - 水幾まどか - 水城夢子 - 水沢芽瑠 - 美鈴あおい - 水楢日菜 - 美津乃あわ - 水野奈月 - 水野夏子 - 水野伶美 - 瑞穂友梨 - 三角笑里 - 溝邉未来 - 三田寺理紗 - 三井春菜 | - 三井里彩 - Mitsuki - 光貴 - 光希沙織 - 三姫奈々 / 音羽奈々 - 水月桃子 - 美藤みほ - 水湊あおひ - 湊谷笑夢 - 水原ゆき - 南藍那 - 南彩夏 - 南衣舞 - 南千紗登 - 南菜々子 - みなみみな | - 南有貴 - みなみりんか - 水萌みず - 峰尾こずえ - 実紀 / 鈴木みのり - 三橋栄香 - 三浜ありさ - 三村遙佳 - 宮崎加奈子 - 宮崎妙美 - 宮崎梨緒 - 宮崎理奈 - 宮崎優衣 - 宮里莉羅 - 宮沢なお - 宮澤美琴 | - 宮島小百合 - 宮瀬麻耶 - 宮田桃伽 - 宮ノ尾美友 - 宮乃右羽 - 宮葉ちひろ - 宮原華音 - 深山咲輝 - 宮村蒼 - 宮森セーラ - 宮脇愛 - 宮脇舞依 - 美友 - MEW - 未来みき - 美和明日香 |

む
| - 夢月(Moon) / 山本柚月 | - 村上友梨 | - 村瀬綾里子 | - 村瀬帆南 | - 村松志保 |

め
| - めい | - メイリ |

も
| - 萌木七海（七海） - 最上みゆう - 持田千妃来 / ちーちゃん - 望月海羽 - 望月るな - 基村樹利 - 元山久恵 - 元谷百合奈 | - 桃華りさ - 百川晴香 - 百咲ねねか - 百瀬歌音 - 百瀬はる夏 - 百瀬美鈴 - 桃瀬ゆに - 百々ともこ - 桃原里香 | - 守岡瑞記 - 森青葉 - 森ふうか - 森実咲 - 森祐佳 - 森累珠 - 盛一季美香 - 森川愛理 - 森川彩香 | - 森崎冴彩 - 森咲智美 - 森咲わかこ - 森澤碧音 - 森園れん - もりしまりお - 森田花音 - 森田涼花 - 森岳亜弥 | - 森本栞菜 - 森本ゆき - 森本望美 - 森本凜風 - 森谷ひなの - 森山小百合 - 森山千菜美 - 森脇麗衣華 |

#### ヤ行
や
| - 八木沙季 - 八木橋里紗 - 八木ひなた - 薬師寺文 - 矢口愛奈 - 八坂沙織 - 矢新愛梨 - 安井京香 - 安井紀絵 - 安澤胡桃 - 安田彩奈 - 保田真愛 - 安田マリア - 安田弥央 - 安武風花 | - 八角瑛子 - 谷中唯彩 - 柳原可奈子（柳原かなこ） - 柳瀬早紀（柳瀬さき） - 矢野愛 - 矢野心奈 - 矢野冬子 - 矢部まりな - 山内志織 - 山内菜緒 - 山縣朋佳 - 山上愛 - 山川ひろみ | - 山來ゆう / 山中ゆうこ - 山岸笑璃 - 山岸奈津美 - 山岸みか - 山口あんず - 山口詩織 - 山口成美 - 山口瑞姫 - 山口りえ - 山崎彩花 - 山﨑じゅり - 山咲まりな - 山﨑皆 - 山﨑悠稀 | - 山崎理彩 - 山崎涼子 - 山崎怜奈 - 山下綾加 - 山下紗瑛 - 山下聖良 - 山下夏望 - 山下春花 - 山下ほなみ - 山下若菜 - 山田天衣 - 山田あみ - 山田恵里伽 - 山田香織 - 山田夏帆 | - 山田美緒 - 山田澪花 - 山中愛莉彩 - 山杢琴音 - 山本亜依 - 山本愛莉 - 山本太陽 - 山本千尋 - 山本華子 - 山本茉央 - 山本真夢 / 山本真由 - 山本美優 - 山本萌花 - 山本優奈 |

ゆ
| - Yui - 結奈 - 佑佳 - 優希（奥村優希） - 結城アイ - 結城ひめり（揺城ひめり） | - 結城美優 - 結城夕夏（夏未ゆうか） - 悠貴ゆうゆ - 優光 - ゆうの - 悠乃 | - 優妃 - 優茉 - 遊馬圭織 - 幸川華波 - 雪村美織 - 柚月美穂 - 柚木未瑠 | - 湯田陽花 - ゆな - ゆめ真音 - 夢咲あいり / 石川愛梨 - 夢乃菜摘（紅椿梗子） | - 夢野ひらり - 夢乃まゆこ - 夢原まひろ - 柚本愛美 - 湯元美咲 |

よ
| - 横井結衣 - 横尾莉緒 - 横川ユカ（井川瑠音） - 横川夢衣 - 横澤みさえ - 横島亜衿 | - 横田萌 - 横地志保 - 横野すみれ - 横道侑里 - 横山慈雨 - 横山奈央 - 横山乃々香 | - 横山利奈（苺りなはむ） - 横山瑠夏 - 與坂唯 - 吉井怜 - 吉木りさ | - 吉越千帆 - 吉住絵里加 - 吉田愛 - 吉田亜未 - 吉田菜都実 - 吉仲葵 | - 佳凪きの - 吉橋亜理砂 - 吉村瑠莉 - 吉本明加 - 吉本ほのか |

#### ラ行
り
| - Rika - 利咲 | - RYO - りょうか | - 両羽桃夏 - 里璃 | - りん | - Rinka |

る
| - 瑠華 | - 琉河天 |

れ
| - Rena（れなちょ） | - REN |

ろ
| - ROSE |

#### ワ行
わ
| - 若林倫香 - 若松愛里 - 脇田唯 - 和久田朱里 | - 和田明日香 - 和田えりか - 渡壁りさ - 渡邊星 | - 渡辺あさり - 渡辺ありさ - 渡辺えいみ - 渡邊エリー（エリー） | - 渡邉ひかる - 渡辺瞳 - 渡辺真帆 | - 渡邉結衣 - 渡辺麗奈 - 渡部美咲 - 和地つかさ |

### 出演作品数ランキング
※ 第1作〜第106作（時空警察ヴェッカー1983・改）まで；制作協力作品を含む
（1）花梨　　　 32作品

（2）陽向菜友　 19作品

（3）遠藤瑠香 　18作品

（4）鶴田葵　　 16作品

（4）船岡咲　　 16作品

（4）栞菜　　　 16作品

（7）高橋明日香 15作品

（7）宮島小百合 15作品

（9）天音　 　　14作品

（10）藍菜　 　 13作品

## 映画

### 終焉少女 Last Girl Standing
概要
「終焉少女 Last Girl Standing」（しゅうえんしょうじょ ラスト ガール スタンディング）は、日本の学園SFミリタリー映画。2013年7月6日に公開された。
元「アイドリング!!!」の森田涼花、「アイドリング!!!」の三宅ひとみ、石田佳蓮、「PASSPO☆」の安斉奈緒美、岩村捺美らが出演。「東京無国籍少女」（2012年）とも世界観を共有する、山岸監督の真骨頂である学園SFミリタリームービー。「アリスインプロジェクト THE MOVIE」と題して、「ボクが修学旅行に行けなかった理由」と2本立て上映された。
ストーリー
午後の教室。女子高生の双葉、美樹、舞は、未来を感じることが出来る由紀恵の不吉な予言を信じられないでいた。やがて予言は現実となり、武装した兵士が突然教室に押し寄せる。クラスメイトが次々と倒れる中、かろうじて生き延びた双葉と美樹。しかし二人を待っていたのは過酷な、時間の流れをも変えてしまう衝撃的な運命だった。
キャスト
森田涼花、三宅ひとみ、小篠恵奈、石田佳蓮、安斉奈緒美、岩村捺美
綾乃彩、高橋明日香、青木ゆり亜、南有貴、望月るな、麻生かな、吉田ゆい、鈴木凛々子
二階堂彩、有川めい実、春原里佳、市川咲、本橋舞衣、石井晶子、栗原ひとみ、雲母、山崎彩花、荘司里穂、幸野美咲、清野奈津美、遠藤由佳、平野聡子、鈴木芽瑠、木下美雲、東條詩織、和栗光、稲葉すみれ、岡田理沙、天野麻菜、小林祐実、佐藤愛香、佐藤桃香、津留慶子、野崎望愛、永田祥子、古河みずほ
鈴木ふみ奈、川村ゆきえ
スタッフ
監督：山岸謙太郎
プロデューサー：前田和紀
脚本：久保田唱
撮影：宝隼也
照明：クリスティン・シュロトハワー
音楽：小林直幸
助監督：市川敦之
ヘアメイク：古川美佳・古滝美緒
企画：鈴木正博
キャスティングプロデューサー：久保田隆久

### ボクが修学旅行に行けなかった理由
概要
「ボクが修学旅行に行けなかった理由」（ボクがしゅうがくりょこうにいけなかったりゆう）は、日本の劇場映画。2013年7月6日に公開された。
「非公認戦隊アキバレンジャー」のアキバイエロー役で知られる若手女優の荻野可鈴、「シークレットガールズ」の冨田真由、「PASSPO☆」の増井みお、根岸愛らが出演。監督は「からっぽ」の草野翔吾。「アリスインプロジェクト THE MOVIE」と題して、「終焉少女 Last Girl Standing」と2本立て上映された。
ストーリー
私立高校の芸能コースに通いながらアイドル活動をしている4人組「P☆GIRLS」は、修学旅行当日、東京でライブハウスで公演をしていた。公演後、修学旅行の欠席者に出されていた課題を学校に忘れてきたことに気づいた4人は、夜の学校に忍び込む。等身大の女子高生アイドルたちの日常と非日常、輝かしいステージの裏に隠された葛藤などを描いた青春群像劇。
キャスト
荻野可鈴、冨田真由、増井みお、星名美津紀、根岸愛、槙田紗子、福見真紀、北山亜莉沙、稲森美優、小花、冨手麻妙、優希、佐藤ありさ
井上貴恵　亀野紗里那、花梨、幸野ゆりあ、小坂真名美、小谷野咲季、佐々木麻里、里瑠、アヤ香、山王ゆな、新海由奈、高橋友里、平井麗奈、増野彩夏、宮内桃子、森川乃愛、森由月、諸星美佳
山本浩司
スタッフ
監督：草野翔吾
プロデューサー：前田和紀
脚本：草野翔吾、横川僚平
撮影監督：井上隆夫
照明：山崎友久
録音：弥栄裕樹
撮影：阿津坂英樹、岩川浩也
助監督：佐藤匡太郎
ヘアメイク：高桑里圭
スタイリスト：西田さゆり
音楽：加藤久貴
企画：鈴木正博
キャスティングプロデューサー：久保田隆久
ラインプロデューサー：青柳一夫

### 鐘が鳴りし、少女達は銃を撃つ
概要
「鐘が鳴りし、少女達は銃を撃つ」（かねがなりし、しょうじょたちはじゅうをうつ）は、日本の劇場映画。2014年3月、ゆうばり国際ファンタスティック映画祭2014上映作品。
つくばテレビとアリスインプロジェクトがタッグを組み製作された。キャストはほぼすべてアイドルが務めているが、アイドル映画のイメージとは一線を画した、本格派ガンアクション。パラレルワールドの中で銃を使って生き抜こうとする少女たちの葛藤を、リアルな銃撃戦の描写を交え紡ぎ出したメッセージムービー。
ストーリー
異形の兵士に引きずられ、出口のない森に到着するヒナタ。泣き続けるヒナタに銃を渡し去って行く兵士達。夜、鐘が鳴り、上空から食料や弾薬が投下される。それを巡り少女同士の銃撃戦が始まる。ヒナタは奪い合わなければ生きられないことを知るが、銃をとれず空腹で倒れてしまう。ヒナタが気付くとミサ達に助けられていた。ヒナタはミサ達と兵士を倒し脱出する決意する。兵士達を出し抜き、銃が効かない鎧を剥がし、倒すことに成功する。脱出への希望が見えた矢先、報復攻撃に遭いミサが死亡する。絶望に沈むヒナタと仲間達。はたして彼女達は森を脱出することができるのか。
キャスト
ヒナタ：浅川梨奈
チコ：船岡咲
ミサ：高橋明日香
トウダイ：加藤沙耶香
リョウ：なあ坊豆腐@那奈
ゲラ：前嶋菜子
ビセイ：末永みゆ
サトリ：河合彩華
ムゴン：石川桃子
タナベ：遠藤瑠香
ヨーコ：綾乃彩
ハツネ：稲葉美咲
ヤマセ：花梨
クミ：荒川優那
サヨ：早乙女ゆう
シズカ：加藤里保菜
フミ：鈴木ふみ奈
中村ヒロユキ、榎本紗織、平康弥佳、武井彩花、佐光ミサ、氏家仁子、鬼沢七海、星千尋、佐藤愛、浅井映里香、結月杏、内村理紗、NAMI、鈴木彩文、関優美、くれは、高井綾乃、福田沙織
スタッフ
監督、脚本、編集：山岸謙太郎
プロデューサー：野口泰弘、青柳一夫、鈴木正博
撮影：堀田繁
照明：酒井隆英
録音：弥栄裕樹、堀おさお
撮影：阿津坂英樹、岩川浩也
美術：高畠統
音楽：小林直幸
衣装：古瀧美緒
ヘアメイク：古川美佳
制作担当：クリスティン・シュロトハワー
助監督：市川敦之
VFX：林健太郎、高橋丈三郎
特殊メイク：佐野千尋
ガンアクション・アドバイザー：細川雅人

### アリスインデッドリースクール・アジタート
概要
2017年10月に上演された舞台「アリスインデッドリースクール・ノクターン」とのメディアミックス作品。
※詳細は「アリスインデッドリースクール」の項を参照のこと。
監督： 山岸謙太郎
脚本： 松本陽一
出演： 船岡咲、若林倫香、中塚智実、舞川みやこ、栗生みな、永吉明日香、大塚愛菜、秋元美咲、民本しょうこ、持田千妃来、花梨、天音、雛形羽衣、佐藤琴乃、栗野春香、渡辺菜友、月岡鈴、鶴田葵、八坂沙織

## バラエティ
- アイガク（2010年7月3日、秋葉原スタジオpixi） - MC：坂本りおん、高橋明日香、ゲスト：夏江紘実、北条佳奈、楠田亜衣奈[123]
- アイガク♪（2012年4月 - 9月、秋葉原ロケットゲート）[124]
- アイガク！特別編（2013年8月10日、渋谷ミルキーウェイ）
- アイガク♪ 2018春（2018年3月3日 - 4日、十条・賽の穴） - 出演：朝倉奈珠希、彩乃美希、一岡杏奈、加藤美生、佐藤ゆう、白川叶空、野田怜奈、本田宇蘭、渡辺菜友
- アイガク♪ 2018夏（2018年6月1日 - 2日、十条・賽の穴） - 出演：蒼小比奈、大場美優佳、花梨、黒木美紗子、坂弥音、西村美咲、野田怜奈、兵頭有希、最上みゆう、守崎二花、若松愛里、渡壁りさ、渡辺菜友

## ネット配信
- オンライン学園バラエティ「アイガク! LIVE」（2020年5月9日 - 7月12日、YouTube、ニコニコ生放送）[125][126]
出演：朝倉奈珠希、天音、荒井杏子、新木美優、池澤汐音、石川凜果、伊藤玲奈、絃ユリナ、岩﨑千明、岩本琴音、大澤実環、沖田桃果、叶田明日菜、川又咲、花梨、華蓮DATE、神田緋那、岸田麻佑、國井紫苑、黒木美紗子、嶋村杏樹、清水彩、菅原未結、杉浦月那、須山朱里、高瀬川すてら、高宗歩未、着崎花梨、鶴田葵、中島明子、錦織めぐみ、野中遥月、服部美香、花井円香、華DATE、BANRI、藤松宙愛、真野未華、宮崎優衣、宮脇愛、宮脇舞依、夢月、最上みゆう、木村玲子、桃華りさ、山中ゆうこ、若松愛里、渡辺菜友、渡邉結衣
MC：椎名亜音、野中美智子、黒木美紗子、須山朱里
- オンライン心理バトル「ドナーイレブン」リモートコンサルテーション（2020年7月23日 - 24日、YouTube、ZAIKO）[125][127]
出演：朝倉奈珠希、荒井杏子、岩﨑千明、大澤実環、神田緋那、黒木美紗子、花岡芽佳、宮崎優衣、最上みゆう、若松愛里、夢月
MC：須山朱里、野中美智子
- アイガク夏フェス・オンライン（2020年8月7日 - 16日、ZAIKO）[128]
出演：あさ陽あい、荒井杏子、五十嵐小夏、池澤汐音、伊集院あさひ、絃ユリナ、伊藤玲奈、岩﨑千明、遠藤瑠香、大澤実環、沖田桃果、音羽奈々、金次捺七、花梨、神田緋那、黒木美紗子、佐々木菜々子、椎名愛、清水彩、杉浦月那、須山朱里、高砂ひなた、着崎花梨、桃離江美、永瀬がーな、葉月智子、花井円香、花岡芽佳、北條夢乃、水湊あおひ、宮崎優衣、夢月、山中ゆうこ、若松愛里、渡辺菜友、渡邉結衣
MC：椎名亜音、高瀬川すてら、須山朱里
  - 学園バラエティ「アイガク・ライブ」（2020年8月8日、14日）
  - 学園バトル「アイガク・バトラーズ」（2020年8月7日 - 16日）
  - 生コメンタリー舞台上映イベント「アイガク・トーク」（2020年8月10日、16日）
  - アドリブ心理バトル「アイガク・人狼（降臨ハーツVer）」（2020年8月8日、14日）
  - 演劇ワークショップ体験「アイガク・ワークショップ」（2020年8月9日、15日）
- ドナーイレブン&秋フェスオンライン（2020年10月1日 - 11日、ZAIKO）[129]
出演：藍川小都乃、あさ陽あい、天音、荒井杏子、池澤汐音、石川凜果、絃ユリナ、岩﨑千明、大澤実環、沖田桃果、花梨、川又咲、神田緋那、木村玲子、國井紫苑、黒木美紗子、齋藤かずえ、清水彩、杉浦月那、酢谷有紀子、須田理夏子、須山朱里、仙波以都、永瀬がーな、葉月智子、針谷早織、水月桃子、湊らむ、宮崎優衣、夢月、山中ゆうこ、若松愛里、渡辺菜友
MC：須山朱里、黒木美紗子、雪原千歳、椎名亜音
  - オンライン心理バトル「ドナーイレブン」～リモートコンサルテーション～（2020年10月1日 - 11日）
  - 「舞台上映&キャストトーク」（2020年10月3日 - 9日）
  - 「ワークショップ生配信」（2020年10月8日）
  - 「アイガク・バトラーズ」6vs6オンライン学園バトル（2020年10月2日、10日）
  - 「アイガク・ライブ」オンライン学園バラエティ（2020年10月10日）
- アイガク! 冬フェス・オンライン（2020年12月18日 - 30日、ZAIKO）[130]
出演：雨宮叶和、荒井杏子、池澤汐音、伊藤玲奈、絃ユリナ、入江怜、岩﨑千明、岩本琴音、大澤実環、沖田桃果、柏木しいな、花梨、河地柚奈、喜屋武蓮、倉持聖菜、黒木美紗子、幸野ゆりあ、齋藤かずえ、清水彩、杉浦月那、鈴木千菜実、酢谷有紀子、須山朱里、仙波以都、利倉真悠、永瀬がーな、菜ノ花れみ、葉月智子、花咲希音、花沢詩織、日比野友香、平本亜夢、夢月、山中ゆうこ、山本太陽、優木ちな、横川夢衣、若松愛里、渡辺菜友
MC：須山朱里、黒木美紗子、野中美智子、椎名亜音
  - 6vs6の真剣バトル「アイガク・バトラーズ」（2020年12月18日 - 30日）
  - おなじみ学園バラエティ「アイガク・ライブ」（2020年12月19日 - 28日）
  - 「アイガク・ワークショップ」（2020年12月28日）
  - 「アイガク・人狼（降臨ハーツVer）」オンライン人狼（2020年12月29日）
- アイガク2021&デッドリー永遠フェス（2021年2月26日 - 3月21日、ZAIKO）[131]
出演：天音、荒井杏子、池澤汐音、伊藤玲奈、絃ユリナ、岩﨑千明、太神陽、大澤実環、沖田桃果、金子雅、花梨、木村玲子、國井紫苑、黒木美紗子、小林ひな実、櫻みなみ、紫乃えみり、清水彩、白木悠吏阿、須田理夏子、須山朱里、直井瑞季、中舘早紀、西原杏佳、葉月智子、花咲希音、花沢詩織、平瀬美里、福堂愛佳、牧田優希、三姫奈々、緑川紗彩、夢月、山中ゆうこ、渡辺菜友
MC：須山朱里、黒木美紗子、岩﨑千明、木村玲子
  - 「デッドリー永遠・大百科」（2021年2月26日 - 28日）
  - おなじみ学園バラエティ「アイガク・ライブ」（2021年3月12日 - 14日）
  - 2チーム対抗戦の真剣バトル 「アイガク・バトラーズ」（2021年3月14日 - 21日）
- アイガク! 春フェス・オンライン2021（2021年4月24日 - 29日、ZAIKO）[132]
出演：沖田桃果、夏星ひゆ、夏星りつ、岩崎若葉、栗野春香、絃ユリナ、黒木美紗子、小田垣陽菜、新田ゆう、真瀬風花、星ゆりか、清水彩、大澤実環、仲村まひろ、白木悠吏阿、平瀬美里、平塚あみ、野々のん 
MC：山中ゆうこ、中野裕理
  - 2チームに分かれての真剣バトル「アイガク・バトラーズ」（2021年4月24日 - 29日）
  - おなじみ！学園バラエティ&大喜利「アイガク・ライブ」（2021年4月24日 - 29日）
- アイガク! バトラーズ&ストーリーズ（2021年5月11日 - 23日、ZAIKO）[133]
出演：仲村まひろ、夏星ひゆ、夏星りつ、夢月、大澤実環、宮崎優衣、小田垣陽菜、尾﨑茜、平塚あみ、平瀬美里、新田ゆう、星ゆりか、木村玲子、栗野春香、森岳亜弥、横田愛実、櫻井しおり、永瀬がーな、沖田桃果、波妃美咲、渡辺菜友、白木悠吏阿、石井ひなこ、石川凜果、絃ユリナ、維東れいな、若松愛里、葉月智子、設楽エリカ、野々のん、須山朱里
MC：黒木美紗子
  - 「アイガク・バトラーズ」2チーム対抗オンライン学園バトル（2021年5月14日 - 16日）
  - 「アイガク・ストーリーズ」15分のオリジナルストーリー2本立＋アフタートーク（2021年5月21日 - 23日）
- アイガク! 夏フェス・オンライン2021（2021年7月30日 - 8月1日、ZAIKO）[134]
出演：はなぶさみき、國井紫苑、大澤実環、小田垣陽菜、小磯陽香、平瀬美里、愛莉香、新田ゆう、星ゆりか、春瀬もも、村田綾野、深沢優希、清水彩、白木悠吏阿、石井ひなこ、絃ユリナ、維東れいな、緑川紗彩、美月まりも、花柚、萱沼千穂、蒼田聖樹、誉あう
MC：須山朱里、山中ゆうこ、沖田桃果
  - 2チーム対抗オンライン学園バトル「アイガク・バトラーズ」（2021年7月30日 - 8月1日）

## アリスインアリス （アイドルユニット）
アリスインアリス（ALICEINALICE）は、アリスインプロジェクトにより、「アクトライブアイドル」として、2012年に結成されたアイドルユニット。メンバーはアリスインアリスとしてのライブ活動の他に、アリスインプロジェクトが制作する舞台公演や映画にも出演している。2期生からは「アクトアイドル」と変更している。
2016年3月12日より、同年5月のメジャーデビュー決定に伴い、アリスインプロジェクト出演経験者をコラボメンバー「フレンズ」として迎える形に変更し「アリスインアリス&フレンズ」に改名。

### 概要
2012年4月28日のライブ（秋葉原ロケットゲート）で1期生がデビュー。
「アクトアイドル」として、オリジナル曲の楽曲中にセリフや効果音、演技的な振付を取り入れているのが特徴。演技を取り入れた感情表現と、奇想天外な物語性によって、他のアイドルユニットとは一線を画す独自性のあるパフォーマンスを展開している。
- 「アリスインアリス」の表記は片仮名8文字をスペースやコンマなしで一気に表記する。また、英語表記も「ALICEINALICE」とアルファベット（大文字）12文字をスペースなしで表記する形で統一されている。

### メンバー

#### 2期生（2013年7月6日 - ）
現メンバー
| 名前       | よみ            | 生年月日       | 出身地   | 愛称         | 備考          |
| ---------- | --------------- | -------------- | -------- | ------------ | ------------- |
| 栗生みな   | くりゅう みな   | 1991年8月16日  | 長野県   | くりゅー     |               |
| 花梨       | かりん          | 12月20日       | 埼玉県   | かりんちゃん | 2013年8月加入 |
| 宮島小百合 | みやじま さゆり | 1996年10月3日  | 東京都   | さゆりん     | 2014年7月加入 |
| 鶴田葵     | つるた あおい   | 1991年11月26日 | 神奈川県 | つるちゃん   | 2015年2月加入 |

コラボメンバー「フレンズ」
| 名前   | よみ        | 生年月日      | 出身地 | 愛称   | 備考                        |
| ------ | ----------- | ------------- | ------ | ------ | --------------------------- |
| 今出舞 | いまで まい | 1993年6月12日 | 大阪府 | いまで | 元SKE48研究生 2016年3月加入 |

元メンバー
| 名前       | よみ            | 生年月日       | 出身地   | 愛称       | 備考                                           |
| ---------- | --------------- | -------------- | -------- | ---------- | ---------------------------------------------- |
| 遠藤瑠香   | えんどう るか   | 1990年9月9日   | 東京都   | るかぴょん | 2013年8月加入 2014年7月卒業                    |
| 秋山ゆずき | あきやま ゆずき | 1993年4月14日  | 埼玉県   | ゆずゆず   | 2014年7月加入 2015年8月卒業                    |
| 綾乃彩     | あやの あや     | 1989年8月16日  | 埼玉県   | あやのん   | 2016年5月卒業                                  |
| 相田瑠菜   | あいだ るな     | 1990年10月21日 | 東京都   | るなたん   | 元サポートメンバー 2014年7月昇格 2016年9月卒業 |
| 高橋明日香 | たかはし あすか | 1987年10月19日 | 神奈川県 | あすぴー   | 元リーダー 2016年11月卒業                      |

- 2013年7月 高橋明日香、綾乃彩、栗生みなの3名が2期生メンバーとして発表され、遅れて8月に 遠藤瑠香、花梨がメンバーに加わることが発表された。
- 2013年7月6日、第33回 しほろっち夏祭り花火大会[136]（北海道士幌町）でのステージを皮切りにライブ活動を開始（参加メンバーは高橋、栗生、相田）しているが、2期生メンバー全員での初ライブは9月21日（渋谷REX）。
- 2014年7月20日、遠藤瑠香が卒業し、秋山ゆずき、宮島小百合が加入。同時に1期生の途中からサポートメンバーとして活動していた相田瑠菜が正式メンバーに昇格。
- 2014年9月2日、1stシングル「コールドバレット / 無限の地平線~多層世界のホライズン~」発売。（高橋(赤)・栗生(緑)・綾乃(オレンジ)・花梨(黄色)・相田(紫)・秋山(水色)・宮島(青)／()内は担当カラー）
- 2014年12月25日、2ndシングル「ユピテルライダー / まなつの銀河に雪のふるほし」発売。（高橋(赤)・栗生(青)・綾乃(オレンジ)・花梨(黄色)・相田(紫)・秋山(水色)・宮島(緑)／()内は担当カラー）
- 2015年2月14日、1stワンマンライブ（昼の部・まなつの銀河祭 / 夜の部：駆け抜けろ、ユピテルライダー祭）（代アニLIVEステーション）。
- 2015年2月24日、鶴田葵が加入。
- 2015年5月12日、3rdシングル「武将降臨OVER AGAIN / ともだちインプット(TYPE A-C) / ハイランドスター(TYPE D-F)」発売。（高橋(赤)・栗生(青)・綾乃(オレンジ)・花梨(黄色)・相田(紫)・秋山(水色)・宮島(緑)・鶴田(ピンク)／()内は担当カラー）
- 2015年6月7日、2ndワンマンライブ（昼の部・フルメンバー降臨祭 / 夜の部：フルメンバーOVER AGAIN祭）（代アニLIVEステーション）。
- 2015年8月2日、秋山ゆずきが卒業。
- 2016年3月5日 - 6日、ベトナムにて日越文化交流フェス「Touch Spring 2016」に出演（高橋・鶴田）。
- 2016年3月12日、コラボメンバーとして今出舞が加入し、「アリスインアリス&フレンズ」に改名。
- 2016年5月15日、綾乃彩が卒業。
- 2016年5月17日、FORCE MUSICより「スペース☆ラブリーチュートリアル／魔銃ドナークロニクル」を発売。
- 2016年9月11日、藍菜（相田瑠菜）が卒業。
- 2016年11月13日、高橋明日香が「アリスインアリス&フレンズ オータムライブ2016[137]」にて卒業。以降、アリスインアリス2期生は活動休止。
- 2019年12月、「アリスインアリスinデッドリースクール」にて、期間限定ユニット「アリスインアリスMetaLevel00243（高橋明日香、花梨、鶴田葵、夏目綾、真崎千波、梅原サエリ、葉月智子）」としてCD「インフィニティ・ホライズン 00978 / 世界の始まりはいつも君と〜永遠〜」を発売。

#### 1期生（2012年4月28日 - 2013年6月2日）
| 名前       | よみ            | 生年月日      | 出身地   | 愛称               | 結成・加入時の キャッチコピー | 備考                           |
| ---------- | --------------- | ------------- | -------- | ------------------ | ----------------------------- | ------------------------------ |
| 小花       | こはな          | 1989年3月25日 | 東京都   | こはな・こぱ       | 我らがリーダー                | リーダー                       |
| 稲森美優   | いなもり みゆう | 1988年11月7日 | 神奈川県 | いにゃ・いにゃもり | 謎の癒され系                  |                                |
| 北山亜莉沙 | きたやま ありさ | 1991年10月8日 | 埼玉県   | ありちゃん         | 清楚すぎるお嬢様              |                                |
| 望月るな   | もちづき るな   | 1994年7月20日 | 千葉県   | るな               | 異次元ふわふわ系              | 2012年11月活動休止（復帰せず） |
| 麻生かな   | あそう かな     | 1995年6月3日  | 福井県   | かなちぃ           | 若きエース                    |                                |
| 冨手麻妙   | とみて あみ     | 1994年3月17日 | 神奈川県 | まみょん           | 世界をまみょんにしてしまえ    | 2013年1月加入                  |

- 結成当初のメンバーは小花、稲森美優、北山亜莉沙、望月るな、麻生かなの5名。
- 2012年11月に望月るなが活動を一時休止することになり（結局復帰せず）、12月にサポートメンバー として相田瑠菜、更に2013年1月に新メンバーとして冨手麻妙が加入。
- 2013年6月2日、アリスインアリスとして初の単独ライブ（原宿アストロホール）で1期生全員が卒業。

#### サポートメンバー
| 名前     | よみ        | 生年月日       | 出身地 | 愛称 | 備考           |
| -------- | ----------- | -------------- | ------ | ---- | -------------- |
| 相田瑠菜 | あいだ るな | 1990年10月21日 | 東京都 |      | 2012年12月加入 |

- 1期生の活動期間中にサポートメンバーとして加入、2期生でも引き続きサポートメンバーであったが、2014年7月に秋山ゆずき、宮島小百合の加入とともに正式メンバーとなる。

### ディスコグラフィ

#### オリジナル楽曲
- 無限のホライズン（2012年4月）
- エスケープフロム青春（2012年4月）
- アリスインアリスの世界（2012年6月）
- コールドバレット（2012年12月）
- 桜メモリーズ（ALLICEINALLICE Ver.）（2013年4月）
- Highland Star（2013年7月）
- ともだちインプット（2013年7月）
- ユピテルライダー（2014年12月）

#### CD
アリスインアリス名義
- 「アリスインアリスの世界／無限のホライズン」（2012年7月28日）
- 「1st member Graduation Album」（2013年5月）
- 「コールドバレット／無限の地平線～多層世界のホライズン～」（2014年9月2日、つばさレコーズ）
- 「ユピテルライダー／まなつの銀河に雪のふるほし」（2014年12月25日、つばさレコーズ）
- 「武将降臨OVER AGAIN／ともだちインプット(TYPE A-C)／ハイランドスター(TYPE D-F)」（2015年5月12日、つばさレコーズ）

アリスインアリス&フレンズ名義
- 「スペース☆ラブリーチュートリアル／魔銃ドナークロニクル」（2016年5月17日、FORCE MUSIC）

#### DVD
- 「コールドバレット」PV(2013年12月28日)

### テレビ番組
- 「つんつべ♂」（ 東京MXTV 、2012年6月-2013年2月）
  - 「競わせて三田」で 9か月連続勝ち抜きを達成し、殿堂入り。